# Полупроводниковая пластина
Полупроводнико́вая пласти́на — полуфабрикат в технологическом процессе производства полупроводниковых приборов,  микросхем и фотогальванических элементов.
Изготавливается из монокристаллов германия, кремния, карбида кремния, арсенида и фосфида галлия и других полупроводниковых материалов.
Представляет собой тонкую (250—1000 мкм) пластину диаметром в современных технологических процессах до 450 мм, на поверхности которой с помощью операций планарной технологии формируется массив дискретных полупроводниковых приборов или интегральных схем. 
После создания массива необходимых полупроводниковых структур пластину после надсечки по линиям разлома алмазным инструментом разламывают на отдельные кристаллы (чипы).
Промышленный выпуск полупроводниковых пластин имеет существенное значение для производства интегральных микросхем и полупроводниковых приборов.

## Изготовление основы для полупроводниковых пластин
Кремниевые пластины изготавливаются из сверхчистого (чистота порядка 99,9999999 %) монокристалла кремния с низкой концентрацией дефектов и дислокаций. Монокристаллы кремния выращиваются методом Чохральского с последующей очисткой методом зонной плавки.
Затем монокристалл разрезается на тонкие пластины стопкой алмазных дисков с внутренней режущей кромкой или проволочной пилой с использованием суспензии алмазной пыли, распил ведут параллельно определённой кристаллографической плоскости (для кремния это обычно плоскость {111}). Контроль ориентации распила относительно кристаллографической плоскости производят рентгеноструктурным методом.
После распиливания монокристалла пластины подвергают механической шлифовке и полировке до оптической чистоты поверхности и завершают подготовку поверхности химическим стравливанием тонкого слоя для удаления микротрещин и дефектов поверхности, оставшихся после механической полировки.
Далее в большинстве технологических процессов на одну из поверхностей пластины наносят эпитаксиальным методом тонкий слой сверхчистого кремния со строго заданной концентрацией легирующей примеси. В этом слое в последующих технологических операциях формируют с помощью диффузии примесей, окисления, напыления плёнок, структуры множества полупроводниковых приборов или интегральных микросхем.

## Стандартные размеры
Диаметры круглой пластины:
- 1 дюйм (25,4 мм).
- 2 дюйма (50,8 мм). Толщина 275 мкм.
- 3 дюйма (76,2 мм). Толщина 375 мкм.
- 4 дюйма (100 мм). Толщина 525 мкм.
- 5 дюймов (127 мм) и 125 мм (4.9 дюйм). Толщина 625 мкм.
- 5,9 дюйма (150 мм, часто называются «6 дюймов»). Толщина 675 мкм.
- 7,9 дюйма (200 мм, часто называются «8 дюймов»). Толщина 725 мкм.
- 11,8 дюйма (300 мм, часто называются «12 дюймов» или «пластина размером с пиццу»). Толщина 775 мкм.
- 18 дюймов (450 мм). Толщина 925 мкм (ожидается[6])

Наиболее популярные размеры по состоянию на 2011 год: 300 мм, 200 мм, 150 мм. Наиболее современные техпроцессы (начиная примерно со 130 нм) по изготовлению СБИС обычно используют 300-мм пластины.